# Алонсо Энрикес де Киньонес
Алонсо Энрикес де Киньонес  (исп. Alonso Enríquez de Quiñones; ок. 1432 — 12 мая 1485, Вальядолид) — испанский аристократ, 3-й адмирал Кастилии из династии Энрикесов, 3-й сеньор де Медина-де-Риосеко и 2-й граф Мельгар (1473—1485).

## Биография
Родился около 1432 года. Старший сын Фадрике Энрикеса (1390—1473), 2-го адмирала Кастилии и 1-го графа де Мельгар, и его второй жены Терезы Фернандес де Киньонес и Толедо (1405—1481). Его бабкой и дедом по отцовской линии были Альфонсо Энрикес де Кастилья и Хуана де Мендоса, а бабкой и дедом по материнской линии Диего Фернандес де Киньонес, сеньор де Луна, и Мария Альварес де Толедо.
В 1473 году после смерти своего отца Алонсо Энрикес унаследовал его титулы и владения. Он получил наследственный титул адмирала Кастилии после своего отца, но никогда не участвовал в военных действиях на море.
Король Кастилии Энрике IV сеньории Медина-де-Риосеко, принадлежавшей Алонсо Энрикесу де Киньонесу, право на проведение второй ежегодной ярмарки, а в 1485 году также Алонсо Энрикес также получил право на ежемесячный беспошлинный четверг. В XV веке португальцы взяли на себя руководство морем, и Кастилия в то время не имела флота сколько-нибудь значительных размеров. У него было ещё несколько указов на организацию кастильского флота, которые он выполнил без особых усилий.
Вместе со своим отцом Фадрике Алонсо участвовал в гражданской войне в Кастилии, вначале на стороне инфанта Альфонсо Астурийского, претендента на престол, против короля Энрике IV. В 1464 году Алонсо вместе со своим отцом занял Дуэньяс, где вёл переговоры со сторонниками Энрике IV. В 1465 году Алонсо сражался со сторонником Энрике IV, Альваро де Чинчильей, у которого под началом было 200 копий (1200 всадников, большое количество слуг и оружия). Алонсо выступил против него, имея под своим командованием 180 всадников и 400 пехотинцев, и одержал победу.
Когда инфанта изабелле была выдвинута в 1469 году противниками Энрике IV в качестве кандидатки на престол Кастилии, король и архиепископ Толедо Алонсо де Фонсека попытались захватить её. Алонсо Энрикес прибыл в Мадригаль, где находилась принцесса, и проводил её до Фонтивероса. После смерти Энрике IV в 1474 году и вступления на престол его сестры Изабеллы Алонсо Энрикес де Киньонес остался верным сторонником последней.
В мае 1485 года после смерти Алонсо Энрикеса его старший сын Фадрике унаследовал все его титулы и владения.
Алонсо Энрикес был женат на Марии Перес де Веласко, дочери Педро Фернандеса де Веласко и Сольера (1399—1470), графа де Аро, и Беатрис Манрике де Лара. Они были отцами семи сыновей и дочерей:
- Фадрике Энрикес де Веласко (1460—1538), 4-й адмирал Кастилии, 4-й сеньор де Медина-де-Риосеко и 3-й граф Мельгар. Был женат на Анне де Кабрера, графине де Модика. Не имел потомства, ему наследовал его младший брат Фернандо.
- Бернардино Энрикес де Веласко (? — 1506), граф де Мельгар и Руэда
- Фернандо Энрикес де Веласко (? — 1542), 5-й адмирал Кастилии, 4-й граф Мельгар, 5-й сеньор де Медина-де-Риосеко, 1-й герцог Медина-де-Риосеко
- Энрике Энрикес де Веласко (? — 1534), аделантадо Галисии, затем граф де Ривадавия. Был женат на Франциске, дочери 1-го графа Ривадавия Бернардино Переса Сармьенто (ок. 1452—1522).
- Тереза Энрикес де Веласко (ок. 1450—1529), муж с 1478 года Гутьерре де Сотомайор и Суньига (? — 1485), 3-й граф де Белалькасар
- Беатрис Энрикес де Веласко, муж с 1483 года Диего Фернандес де Кордова и Мендоса, 3-й граф Кабра
- Хуана Энрикес де Веласко, муж с 1484 года Диего Лопес Пачеко и Портокарреро (1447—1529), 2-й герцог де Эскалона, 2-й маркиз де Вильена.